# 082I型扫雷艇
082I型（北约代号：武扫II）为082型改进型，进入二十一世纪以后服役。该型艇与原型082型艇具合一港湾扫雷艇的外观区别有两点，一个是顶层露天舰桥前部防护板前移与下层舰桥前壁保持共形，无玻璃防护窗；二是桅杆是柱形的，082型是衍架式桅杆。舷号为：806、807、816、817、820、821、822、823、824、825、826、827。